# Sistema Financiero Guatemalteco
El Sistema Financiero Guatemalteco se refiere a un mercado financiero organizado y se define como el conjunto de instituciones que generan, recogen, administran y dirigen tanto el ahorro como la inversión, dentro de una unidad política-económica, y cuyo establecimiento se rige por la legislación que regula las transacciones de activos financieros y por los mecanismos e instrumentos que permiten la transferencia de esos activos entre ahorrantes, inversionistas o los usuarios del crédito.
El sistema financiero en general comprende la oferta y la demanda de dinero y de valores de toda clase, en moneda nacional y extranjera.

## Función
En un país la función del sistema financiero es la creación, intercambio, transferencia y liquidación de activos y pasivos financieros. No es más que una rama económica adicional, que en vez de producir bienes, produce servicios demandados por la población en general para su propio desarrollo económico y social de los habitantes.

## Marco jurídico
La legislación que ordena el sistema financiero es la siguiente:
1. Constitución Política de la República de Guatemala, artículos 132 y 133.
2. Ley Orgánica del Banco de Guatemala, Decreto 16-2002 del Congreso de la República.
3. Ley Monetaria, Decreto 17-2002 del Congreso de la República.
4. Ley de Supervisión Financiera, Decreto 18-2002 del Congreso de la República.
5. Ley de Bancos y Grupos Financieros, Decreto 19-2002 del Congreso de la República.
6. Decreto Número 26-2008 del Congreso de la República (Fijación de dibujos principales y color dominante de los billetes de doscientos, de quinientos y de un mil quetzales).
7. Ley de Especies Monetarias Conmemorativas, Acuerdo Número 32-2008 del Congreso de la República.
8. Ley de Sociedades Financieras Privadas, Decreto Ley 208.
9. Ley de Bancos de Ahorro y Préstamo para la Vivienda Familiar, Decreto 541 del Congreso de la República.
10. Ley de Almacenes Generales de Depósito, Decreto 1746 del Congreso de la República.
11. Ley de Libre Negociación de Divisas, Decreto 94-2000 del Congreso de la República.
12. Ley Contra el Lavado de Dinero u Otros Activos, Decreto 67-2001 del Congreso de la República.
13. Ley para Prevenir y Reprimir el Financiamiento del Terrorismo, Decreto 58-2005 del Congreso de la República.
14. Ley de la Actividad Aseguradora, Decreto 25-2010 del Congreso de la República.
15. Ley de Garantías Mobiliarias, Decreto 51-2007 del Congreso de la República.
16. Ley Orgánica del Presupuesto, Decreto 101-97 del Congreso de la República.
17. Ley de Mercado de Valores y Mercancías, Decreto 34-96 del Congreso de la República.
18. Código de Comercio, Decreto 2-70 del Congreso de la República.
19. Ley Orgánica del Instituto de Fomento Municipal, Decreto 1132 del Congreso de la República.
20. Ley Orgánica del Instituto de Fomento de Hipotecas Aseguradas, Decreto 1448 del Congreso de la República.
21. Ley General de Cooperativas, Decreto 82-78 del Congreso de la República.
22. Otras leyes civiles.

## Estructura
El sistema financiero de Guatemala tiene dos segmentos. El sector financiero formal, también conocido como regulado o supervisado, que está conformado por instituciones cuya autorización es de carácter estatal, bajo el criterio de caso por caso, y que están sujetas a la supervisión de la Superintendencia de Bancos, órgano facultado para tal fin. Este sector abarca un sistema bancario y uno no bancario. El primero incluye a las instituciones bancarias, o bancos comerciales, y a las sociedades financieras, entidades que ejercen como banca de inversión. Por su parte, el sistema financiero no bancario se rige por leyes específicas y está conformado por los Almacenes generales de depósito, compañías de seguros, casas de cambio, casas de bolsa, entidades fuera de plaza (Off-shore), entidades de tarjeta de crédito, entidades de microfinanzas y entes de microfinanzas sin fines de lucro y, además, se incluyen otras entidades, tales como: el Instituto de Fomento de Hipotecas Aseguradas (FHA). Se hace necesario también, hacer una clasificación más como lo son: los grupos financieros, que son conglomerados financieros conformados por dos o más instituciones financieras dentro de las cuales existe una responsable o controladora, la cual debe ser necesariamente una institución bancaria.
Asimismo, existen instituciones que realizan intermediación financiera cuya autorización responde a una base legal genérica, Código de Comercio junto a otras leyes supletorias o complementarias, y que no se encuentran bajo la vigilancia e inspección de la Superintendencia de Bancos. Los intermediarios financieros que conforman este sector, usualmente innovadores, proporcionan los servicios que, por ley, les era prohibido prestar a las entidades reguladas. Entre estos intermediarios puede mencionarse a la "Bolsa de Valores”, que surge la oferta y demanda de valores; así también, las cooperativas de ahorro y crédito y otros tipos de cooperativas que proporcionan diversos servicios financieros en las áreas rurales. También se pueden incluir las sociedades o fondos de inversión, fondos o planes de pensión, calificadoras de riesgo, empresas exportadoras, prestamistas particulares y el Instituto de Fomento Municipal (INFOM).

## Clasificación
Por su regulación el Sistema Financiero Guatemalteco se divide en:
1. Regulado, formal o supervisado.
2. No Regulado, informal o no supervisado.

### Sistema financiero formal
Está integrado por instituciones legalmente constituidas, autorizadas por la Junta Monetaria y fiscalizadas por la Superintendencia de Bancos. Se integra por el Banco Central (Banco de Guatemala), los bancos del sistema, las sociedades financieras, las casas de cambio y los auxiliares de crédito (almacenes generales de depósito, seguros y fianzas).

#### Estructura organizacional
El sistema financiero guatemalteco se encuentra organizado bajo la estructura de Banca Central. Su organización es la siguiente:
1. Junta Monetaria
2. Banco de Guatemala.
3. Superintendencia de Bancos.
4. Bancos del Sistema.
5. Financieras.
6. Aseguradoras.
7. Almacenes Generales de Depósito.
8. Otras Instituciones.

##### Junta Monetaria
Es la máxima autoridad monetaria del país, tiene a su cargo la determinación de la política monetaria, cambiaria y crediticia del país, así como, la dirección suprema del Banco de Guatemala. La Junta Monetaria se integra con las siguientes representaciones:
1. Presidente y Vicepresidente nombrados por el Presidente de la República.
2. Los Ministros de Finanzas Públicas, Economía y de Agricultura.
3. Un representante del Congreso de la República.
4. Un representante de los Bancos Privados.
5. Un representante de las Asociaciones y Cámaras Comerciales, Industriales, Agrícolas y Ganaderas (CACIF).
6. Un representante de la Universidad de San Carlos de Guatemala (USAC).

Las atribuciones de la Junta Monetaria son:
1. Cumplir y hacer cumplir la política general y los deberes asignados al Banco de Guatemala.
2. Acordar, interpretar y reformar los reglamentos del Banco de Guatemala.
3. Acordar el presupuesto del Banco de Guatemala.
4. Nombrar y remover al gerente del Banco de Guatemala.
5. Fijar y modificar los encajes de los Bancos.
6. Fijar y modificar las tasas de interés del Banco de Guatemala.
7. Fijar las tasas máximas de interés en operaciones pasivas y activas de los Bancos y regular el crédito bancario de acuerdo a la ley.

##### Banco de Guatemala
Es el agente financiero del Estado que tiene por objeto principal promover la creación y el mantenimiento de las condiciones monetarias, cambiarias y crediticias más favorables al desarrollo ordenado de la economía del país. El Banco Central es el Banco de Guatemala y funciona con carácter autónomo. Es la única entidad bancaria que puede emitir billetes y monedas en el territorio nacional, funciona bajo la dirección general de la Junta Monetaria.
Las Funciones del Banco de Guatemala se clasifican en dos formas que son:
- a) Funciones de Orden Interno.
- b) Funciones de Orden Internacional.

a) Funciones de Orden Interno:
- Adaptar los medios de pago y la política de crédito a las legítimas necesidades del país y el desarrollo de las actividades productivas y prevenir las tendencias inflacionistas, especulativas, deflacionistas, perjudiciales a los intereses colectivos.
- Procurar la necesaria coordinación entre las diversas actividades económicas y financieras del Estado que afecten el mercado monetario y crediticio y, especialmente, procurar esa coordinación entre la política fiscal y la política monetaria.

b) Funciones de Orden Internacional:
- Mantener el valor externo y convertibilidad de la moneda nacional de acuerdo con el régimen establecido en la Ley Monetaria.
- Administrar las Reservas Monetarias Internacionales del país y el régimen de las transferencias internacionales con el fin de preservar al país de presiones monetarias indebidas.

Conforme la modernización financiera el Banco de Guatemala, a partir del 14 de marzo de 1994, ya no compra moneda extranjera al sector privado (Money Orders), ya que son funciones que no le corresponden como Banco Central, estas operaciones las realiza el sistema financiero nacional.

##### Superintendencia de Bancos
Es una entidad fuerte de carácter técnico especializada que se rige por las disposiciones contenidas en las leyes bancarias, financieras y otras aplicables, que le encomienden la vigilancia e inspección de instituciones o empresas del sector financiero del país. Su principal objetivo lo constituye el obtener y mantener la confianza del público en el sistema financiero y en las entidades sujetas a su control, vigilando porque estás mantengan solidez económica y liquidez apropiada para atender sus obligaciones, que cumplan con sus deberes legales, y que presten sus servicios adecuadamente a través de una sana y eficiente administración.
La Superintendencia de Bancos se ubica como órgano de vigilancia y fiscalización del sector financiero del país, organizado bajo el sistema de banca central el cual goza de autonomía con respecto al Gobierno Central. Este sistema además del ente fiscalizador, está conformado por:
- La Junta Monetaria (como Órgano Rector).
- El Banco de Guatemala (como Banco Central).
- Bancos del Sistema debidamente autorizados.

El Superintendente de Bancos, es nombrado por el presidente Constitucional de la República. No obstante la comunicación y dependencia directa del Presidente, actúa dentro del ámbito de acción del sistema de banca central, bajo la dirección general de la Junta Monetaria. Además es asesor permanente de dicha junta.